# 黃有秤

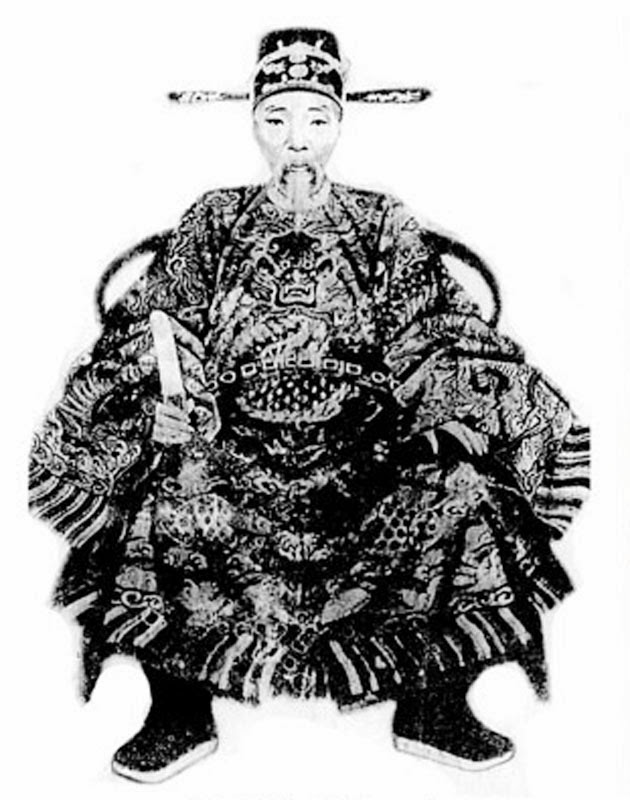
黃有秤

黃有秤（越南语：／；1831年—1905年）越南阮朝官員、地理學家。

## 生平
黄有秤是廣治省肇豐府登昌縣碧羅總碧溪社（今屬廣治省肇豐縣肇隆社碧溪村）人，明命十二年（1831年）出生。嗣德五年（1852年），黃有秤參加鄉試，考中承天場舉人。初授平定省綏遠縣訓導。由於鎮壓天主教徒有功，嗣德十六年（1863年）初，升任為河東知縣（今廣南省三岐市）。嗣德二十二年（1869年），升兵部辦理。嗣德二十六年（1873年），升清化布政使。嗣德三十年（1877年），又升遷為吏部左侍郎。嗣德三十三年（1880年），署理河內巡撫。
嗣德三十五年（1882年），李威利率法國軍隊來到北圻，宣稱要協助越南鎮壓山賊。河內總督黃耀懷疑，派黃有秤前去接待。但李威利發兵攻破河內，黃耀自殺。黃有秤被降職為按察使，被嗣德帝疏遠，直到同慶帝繼位之後才重獲朝廷重用。
同慶二年（1887年），黃有秤進呈《大南國疆界彙編》，被同慶帝任命為吏部侍郎，署理左參知，兼國史館纂修。成泰三年（1891年），充任經筵日講官。成泰四年（1892年）五月，加尚書銜，仍任吏部參知。後升任工部尚書。成泰八年（1896年）九月，充任國史館副總裁。成泰九年（1897年），升授協辦大學士。成泰十六年（1904年）致事。
成泰十七年（1905年）十二月，黃有秤逝世，壽七十五歲。

## 著作
黃有秤主持編纂了《大南國疆界彙編》一書，並為阮述編纂的《恭紀綸音》題寫了跋。

## 子女
黃有秤有兩子。
- 黃柄，成泰元年（1889年）殿試庭元。
- 黃梡，成泰七年（1895年）殿試副榜。